# 里卡多·鮑里奧

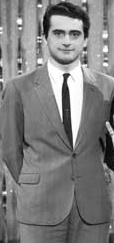
1964年的里卡多·鮑里奧

里卡多·鮑里奧（西班牙語：Ricardo Bauleo，1946年8月30日—2014年4月24日），是一名阿根廷演员。他出演过大量电影和电视剧，最著名的包括有《处女之血》、《好奇的Humpp博士》等。
2014年4月24日，他因心脏病去世，享年67岁。